# ژانتا آرنت
ژانتا آرنت (انگلیسی: Jeannetta Arnette؛ زادهٔ ۲۹ ژوئیهٔ ۱۹۵۴) هنرپیشه اهل ایالات متحده آمریکا است.
از فیلم‌ها یا برنامه‌های تلویزیونی که وی در آن نقش داشته‌است می‌توان به پسرها گریه نمی‌کنند، فرشتگان در غبار ستاره و پرایم گیگ اشاره کرد.